# أبو سنان (قرية)
أبو سِنان (بالعبريَّة: אַבּוּ סְנָן) هي بلدة قديمة في منطقة الجليل، وتقع إداريًا في المنطقة الشمالية شمال إسرائيل، وتبلغ مساحتها 4,750 دونم (4.75 كيلومتر مربع). حصلت على اعتراف كمجلس محلي مستقل في عام 1964. وهي بلدة مختلطة دينياً، مع غالبية مسلمة 54.7% إلى جانب أقليَّة دُرزية تبلغ 30.4% وأقلّيّة ومسيحيَّة تيلغ نسبتها 14.9 % كبيرة.  ووفقاً لمكتب دائرة الإحصاء المركزية الإسرائيلية في عام 2018 بلغ تعداد سكان أبو سنان حوالي 13,915 نسمة، حتّى عام 2021 نشرت دائرة الاحصاء المركزيّة أنّه يبلغ إجماليّ عدد السّكّان 14,455. يبلغ عدد الرّجال 7,398 وعدد النّساء 7,057.
تقع البلدة في منطقة الساحل، على بعد حوالي عشرة كم، من مدينتي عكا ونهاريا، وترتفع عن سطح البحر حوالي مائة متر. ومع أن التل الذي بنيت عليه غير مرتفع، إلا أن السكان القاطنون فيه يشرفون على مناطق واسعة من سهل عكا والسهل الساحلي أمامهم.

## التسمية
الاعتقاد السائد هو أن اسمها يرجع إلى قلعة صليبية باسم بو سنين (باللاتينيَّة: Busenen) حسب وثيقة صليبية من عام 1227م،  وأقامها الصليبيون لتكون تابعة لقلعة المنتفورت الواقعة بالقرب من وادي القرن، ليس بعيداً عنها. وقد أطلق عليها هذا الاسم نسبةً إلى القائد الذي بناها. وكانت القرية تابعة لفرسان تيوتون.
وهناك رأي شعبي يقول، إنه عاش في السابق في القرية شيخ اسمه «باز»، وكانت له حروب ومناوشات مع أعدائه، وقد تحصن في تلك القلعة، وكان يملك سيفاً سماه «أبو سنان» لحدته، وأطلق على القلعة والموقع هذا الاسم. وقد كان للشيخ باز أربعة أولاد هم:
| - عزام - مشلب | - هزيمة - أبو علي |

وكوّن كل ولد من هؤلاء الأولاد عائلة، ما زالت تسكن في القرية، ما عدا عائلة أبو علي التي انتقلت إلى جبل الدروز. وما زالت حتى الآن في مقبرة القرية القديمة، أربعة قبور تحمل أسماء الأبناء الأربعة.

## التاريخ والآثار
أبو سنان هي قرية قديمة جداًّ حيث تشهد الآثار التي عثر عليها فيها، أنها كانت مأهولة قبل آلاف السنين، وخاصةً في عهد الكنعانيين. وظلت فيما بعد تحت حكم الإسرائيليين، وكانت على طريق القوافل بين مملكة إسرائيل والفينيقيين، وأنه كان فيها أماكن للراحة للمسافرين. وظلت عامرة حتى الحكم الإسلامي ثم البيزنطي والصليبي والعثماني. وتم إعادة استخدام الحجارة القديمة في المنازل الحديثة، وتم العثور على مقابر وزيت أو كروم وخزانات مقطوعة في الصخور

### العصر الصليبي
في حوالي عام 1250 تم الإشارة إلى أبو سنان باعتبارها من القرى التابعة لفرسان تيوتون، وتسمى باسم بو سنين (باللاتينيَّة: Busenen). ومن المحتمل أن تكون أبو سنان جزء من مجال سيطرة الصليبيين خلال الهدنة بين الصليبيين المتمركزين في عكا وسلطان المماليك المنصور سيف الدين قلاوون في عام 1283. لم يتم العثور على بقايا صليبية في القرية.
في زمن الدعوة الدرزية، كانت قرية أبو سنان في قلب منطقة توحيدية هامة في الساحل، حيث أحاطها دعاة التوحيد من كل الجهات وتعاملوا معها وركزوا فيها دعائم التوحيد، وما زالت قبور كبار الدعاة منتشرة حولها.

### العصر العثماني
في عام 1517 اندمجت أبو سنان مع بقية فلسطين في الدولة العثمانية بعد أن تم الإستيلاء عليها من المماليك، وبحلول عام 1596 ظهرت القرية في سجلات الضرائب العثمانية كجزء من ناحية عكا من لواء. وكان عدد سكانها 102 أسرة وثلاثة عزاب، وكان جميعهم من المُسلمين. دفع القرويون الضرائب على القمح والشعير وأشجار الزيتون والسمسم والقطن والماعز وخلايا النحل، بالإضافة إلى «العائدات العرضية»؛ في ما مجموعه 7,600 آقجة.
كانت أبو سنان ضمن إمارة الأمير فخر الدين المعني الثاني، الذي بنى فيها قصراً لولده الأمير علي فخر الدين، عام 1617م. وقد ذكر المؤرخ أحمد الخالدي الصفدي، أن القصر والقلعة والقرية كانت قاعدة هامة في صراع الأمير فخر الدين المعني مع غريمه أحمد بن طرباي زعيم أل طربيه، على السلطة في شمالي فلسطين. وقد انتصر الأمير فخر الدين وثبت حكمه في البلاد، وبنى قرى درزية، وعزز القرى القائمة ومنها أبو سنان. فقد أدخل الأمير فخر الدين في المناطق التي حكمها البناء والعمران والتطوير والزراعة وبعض الصناعات، وشجع الناس على العمل في الأرض وإستصلاحها والاستفادة منها. وكان الأمير علي (1698-1634) قد تولى من والده سنجق صفد وحكمه وأدار شؤونه من موقعه في قصره في أبو سنان.
أظهرت خريطة لبيير جاكوتين تعود إلى غزو نابليون عام 1799 المكان المُسمى أبو سنان. عندما زار المستكشف الفرنسي فيكتور جويرين القرية في عام 1875، قدرّ عدد سكان أبو سنان بحوالي 400 نسمة، كان منهم حوالي 260 من الموحدون الدروز وحوالي 140 من المسيحيين الروم الأرثوذكس. كتب فيكتور جويرين أيضًا أنّ «البلدة القديمة أبو سنان قد نجت، كما ثبت من الصهاريج المقطوعة في الصخر، والكمية الكبيرة من الأحجار، والتي تستخدم الآن في المباني الحديثة». وأستخدمت بقايا من مبنى قديم في بناء كنيسة القديس جريس الأرثوذكسيَّة.
كان لقرية أبو اسنان شأن كبير في القرن التاسع عشر، إذ برزت بين قرى المنطقة كمركز له أهميته وقوته. وقد اختير الشيخ صالح يوسف خير قنصلاً لبلاد العجم عام 1864م، واستمر بعد ذلك، واستمراراً لهذه العلاقات لجأ عام 1914م عباس أفندي البهائي ومعه ثلاثون عائلة إيرانية إلى قرية أبو سنان وعائلة خير، وأقاموا في القرية لمدة سنتين. وقد فتحوا مدرسة في القرية في تلك الفترة، أعطت للقرية أهمية كبيرة.
في عام 1881 وصف صندوق استكشاف فلسطين أبو سنان بأنها قرية مبنية بالحجارة وتقع على تلة منخفضة بالقرب من السهل، وتحيط بها بساتين الزيتون والأراضي الصالحة للزراعة، مع العديد من صهاريج مياه الأمطار. وكان عدد السكان حوالي 150 مسيحي وحوالي 100 مُسلم وأظهرت قائمة تعداد السكان تعود إلى حوالي عام 1887 أن أبو سنان كان بها حوالي 565 نسمة، وكان ثُلثي السكان من الموحدون الدروز والثُلث الآخر من المسيحيين الملكيين الكاثوليك.

### الانتداب البريطاني
في تعداد فلسطين عام 1922، والذي أجرته سلطات الانتداب البريطاني، بلغ عدد سكان أبو سنان حوالي 518 نسمة. منهم حوالي 43 مُسلم وحوالي 228 دُرزي وحوالي 247 مسيحيًا. توزع مسيحيي أبو سنان، على حوالي 196 روم الأرثوذكس وحوالي 44 من الرومان الكاثوليك وأربعة من الروم الملكيين وثلاثة من الموارنة. في تعداد عام 1931، ارتفع عدد السكان إلى 605 نسمة، يسكنون في 102 منزل. كان منهم حوالي 20 من المُسلمين وحوالي 274 من المسيحيين وحوالي 311 من الدروز.
في إحصاءات 1945 كان عدد سكان أبو سنان 820 نسمة؛ كان منهم 30 مسلمًا وحوالي 380 مسيحيًا وحوالي 410 آخرين من العرب (أي الموحدون الدروز)،  وكانت مساحة الأرض ما مجموعه 1,3043 دونم، وفقًا لمسح رسمي للأراضي والسكان. وكان 2,172 دونم عبارة عن مزارع وأراضي قابلة للري، وكان 7,933 دونم يستخدم للحبوب،  في حين كانت 69 دونماً من الأراضي المبنية (الحضرية).

### دولة إسرائيل
قبل تأسيس دولة إسرائيل كانت أبو سنان قرية درزية ومسيحية مشتركة،  لكن أصبح نصف السكان من المسلمين لاحقاً، ويعود السبب في تغيير النسب إلى إفرازات حرب 1948، حيث قدم ولجأ الكثير من المسلمين من سكان القرى المجاورة، إلى جانب العشائر البدوية في منطقة الجليل، إلى شراء أراضي والسكن في أبو سنان.
في عام 2014 شهدت قرية أبو سنان أعمال عنف طائفية بين الدروز والمُسلمين بعد مشاحنات على «فيسبوك» بين شبان دروز ومسلمين اتهمت كل مجموعة منهم الأخرى بالتعرض لبناتهم، وتطور الوضع إلى اشتباكات في الشارع. في عام 2017 كان حوالي 54.3% من السكان من أتباع الديانة الإسلامية، وحوالي 30.3% من أتباع مذهب التوحيد الدرزي، وحوالي 15.4% من أتباع الديانة المسيحية.
تسكن في أبو سنان العائلات الدرزية التالية: آل بعيني، وخير، وزبن، وزيادة، وزيناتي، وسعيد، وشمامة، والشيخ، وصعب، وصفدي، وعبّاس، وعزّام، وعسّاف، وغضبان، وفراشة، وقشقوش، وقيس، ومرزوق، ومشلب، وملحم، ونكد وهزيمة. ينتمي جل مسيحيي أبو سنان إلى الكنيسة الأرثوذكسية وكنيسة الروم الملكيين الكاثوليك ومذهب المتجددين. والحمائل الأرثوذكسية في أبو سنان هي: آل أبو شقارة، وبربارة، وبولس، وتوما، والحاج، جهجاه، وحزّان، وخُوري، وزايد، وسمعان، وشاهين، وشحادة، وصباغ، وعاصي، ومطانس، وناصر ونقولا. وتعود أصول العائلات الملكانية الكاثوليكية إلى البصة وإقرت ومنها آل أشقر وحاج وحبيب.
في عام 2017 نما عدد السكان بمعدل نمو سنوي بلغ 1.3%. وكانت في المرتبة الثالثة من أصل عشرة في المؤشر الاجتماعي-الاقتصادي في عام 2015. وبلغت نسبة المؤهلين للحصول على شهادة الثانوية العامة أو البجروت بين طلاب الصف الثاني عشر بين عام 2016 وعام 2017 حوالي 67.6%. وكان متوسط الراتب الشهري للسكان في نهاية عام 2016 هو 6,226 شيكل جديد بالمقارنة مع المتوسط الوطني حوالي 8,913 شيكل جديد.

## السكان
سكن القرية طوال هذه الفترة الدروز والمسيحيون بتعاون تام، فقد كان عددهم في أواخر القرن السابع عشر حوالي 300 نسمة، وبلغ في منتصف القرن التاسع عشر حوالي 400 نسمة، منهم 240 درزياً و160 مسيحياً، وبلغ عددهم عند قيام الدولة حوالي ألف نسمة. ووصل عام 1961م إلى 1,600 حيث سكن القرية بعض النازحين من المسلمين من القرى المجاورة. وازدادات في القرية عائلات إسلامية خلال هذه الفترة، كان عدد سكانها في نهاية القرن العشرين من الطوائف الثلاث حوالي ثمانية آلاف نسمة، وفي عام 2011م حوالي 12 ألف نسمة.

### أعلام القرية
|     | الشخص                 | عنه |
| --- | --------------------- | --- |
| 1.  | أبو كمال أحمد خير     | عضو الرئاسة الروحية الدرزية، وقاضي أول محكمة استئناف دينية درزية في البلاد. ولد ونشأ في قرية أبو سنان في بيت زعامة ووجاهة. رافق أحداث الطائفة المصيرية منذ بلوغه سن والرشد، وكان من أصحاب الرأي، ملازما للشيخ أمين طريف. كان عضوا في الرئاسة الروحية الدرزية، وانتخب عام 1963 عضوا في محكمة الاستئناف المذهبية الدرزية. كان رجل دين، وكان يدعو دائما إلى عمل الخير والتقرّب للدين وإتباع طريق الهدى والإصلاح. توفي عام 1987 وشيع جثمانه في موكب مهيب. |
| 2.  | أبو نسيب كامل خير     | شيخ درزي (1935–2007) ولد في قرية أبو سنان. والده الشيخ أبو حسين نجيب خير، ووالدته السيدة عفيفة قاسم فرهود. أنهى المدرسة الابتدائية في القرية، وتعلم في كفر ياسيف، عمل بفلاحة الأرض ومساعدة والده في الزراعة. أوكلت إليه مسؤولية مأذون القرية عام 1967 وعين سائسا للخلوة منذ عام 1985 خلفا للشيخ أبو كمال أحمد خير. وانتخب عضوا في اللجنة العليا للمجلس الديني الدرزي. كان خادما مخلصا لخلوته ومشايخها، وقد شارك الناس في جميع مناسباتها. كما كان على علاقات طيبة بأبناء جميع الطوائف. |
| 3.  | أبو عماد عبد الله خير | وجيه ومثقف وأول شاب جامعي بين دروز البلاد، ولد ونشأ في قرية أبو سنان في عهد الإنتداب، وكان أول طالب جامعي درزي في البلاد، تعلم في الجامعة الأمريكية في بيروت، ولما تخرج حاول تنظيم الطائفة الدرزية. وقد أشغل منصب قائمقام في عهد الإنتداب في عدة مناطق في البلاد. اهتم بالتراث الدرزي وعمل على حفظ الأدوات والمستلزمات التي استعملها الدروز طوال تاريخهم في متحف كان مفتوحا للمشاهدة. |
| 4.  | بو فوزة عاطف مشلب     | شيخ من منطقة الجليل، ولد عام 1918 في قرية أبو سنان، وكان من أعيان القرية، وانتخب في وقت لاحق عضوا في المجلس المحلي ونائبا للرئيس ورئيسا للمجلس المحلي، وكان له دور كبير في شق الشوارع وإيصال شبكة الكهرباء إلى البيوت، ويذكر السيد علي هزيمة عن أبي فوزة أن الكثيرين من سكان القرية شهدوا، أن الشيخ أبا عاطف، كان يدفع من جيبه الخاص، عن سكان رقيقي الحال من القرية، مصاريف إيصال الكهرباء إلى بيوتهم. وقد انتخب نجله السيد فوزي مشلب، رئسيا للمجلس المحلي في أبو سنان فيما بعد. |
| 5.  | حمد صعب               | طبيب ووجيه من الجليل، ولد عام 1928، تعلم في المدرسة الابتدائية في أبو اسنان وكفر ياسيف. ودرس في المدرسة الثانوية في عكا، بإدارة الأستاذ سامي عيد، ثم انتقل إلى المدرسة الرشيدية في القدس، وأنهاها بنجاح عام 1947 وتعلم سنة خامسة ثانوي في القدس، لكن الحرب قطعت التعليم. عاد للقرية وعين معلما في عسفيا، اشتغل سنتين. علم في كفر ياسيف. التحق عام 1952 بكلية الطب في الجامعة العبرية في القدس، وكان أول طالب درزي وعربي في أول فوج يدرس في كلية الطب في الجامعة العبرية. أنهى الكلية عام 1958 بنجاح ومر فترة التدريب في مستشفى رمبام في حيفا 1959 وتخصص بالأمراض الداخلية. تعلم سنة في جامعة لندن، المملكة المتحدة واستمر في التخصص بالأمراض الداخلية.اشتغل 6 أشهر في صندوق المرضى وفتح عيادة في عكا ظلت مفتوحة حتى عام 1990. انتخب عضوا في المجلس المحلي عام 1965 حتى 1969. وانتخب رئيسا عام 1973، ثم انتخب مباشرة عام 1978 حتى عام 1990. عين رئيسا لمنتدى رؤساء المجالس المحلية الدرزية من عام 1978 حتى عام 1990. أدخل الماء للقرية عام 1960 قبل قيام المجلس المحلي، بواسطة إقامة جمعية مياه بعنوان" الحياة" نفذت المشروع. كان أول رئيس عربي باشر بمشروع المجاري في القرية. أقام المركز الجماهيري، عيادات، ملعب كرة قدم، شوارع ومشاريع كثيرة. |
| 6.  | أبو وهاب سلمان عزام   | رئيس المجلس المحلي بعد الشيخ أبو فوزة عاطف مشلب وكانا يعملان بتوافق وتنسيق كامل بينهما، وقد عمل كثيرا في تقريب القلوب وبث روح التعاون والعمل المشترك في القرية، كما بذل جهدا كبيرا في تقدم وتطور القرية وإدخال التحسينات والمرافق إلحيوية إليها. |
| 7.  | أبو عاطف فوزة مشلب    | أنتخب رئيساً للمجلس المحلي، وقام بعدة تحسينات وأعمال في القرية، وسعى دائما إلى التعاون مع الجميع، والنهوض بقرية أبو سنان إلى مستوى أفضل ووضع أكثر تقدما، وقام بعدة إنجازات ومشاريع في فترة رئاسته. |
| 8.  | أبو محمد نهاد مشلب    | رئيس المجلس المحلي في أبو سنان في الدورة قبل الأخيرة. عمل الكثير من أجل تقدم القرية وتطورها، وكان يسعى دائما للحصول على المزيد من الإمكانيات للقرية وأهاليها، وكانت له علاقات طيبة وارتباطات وثيقة ومداخلات جيدة، مع مؤسسات وهيئات خارج قرية أبو سنان، من أجل مصلحة القرية وسكانها. |
| 9.  | عفيف عزام             | كاتب ومرب من الجليل (1936-2002) ولد في قرية أبو سنان وتعلم في مدرستها الابتدائية، ومدرسة كفر ياسيف الثانوية. درس اللغة العربية في الجامعة وتخصص فيها. مارس مهنة التعليم طوال حياته. أصدر مجموعة من الكتب. كانت له نشاطات ومبادرات تربوية وطائفية. |
| 10. | سلمان الشيخ           | مرب من الجليل، ولد ونشأ في قرية أبو سنان، وتعلم في مدارسها وتخرج من الجامعة، وعمل في سلك التربية والتعليم، معلما ومديرا ومفتشا. توفاه الله وهو في أوج عطائه.كانت له مساهمة كبيرة في تقدم جهاز التربية والتعليم. |
| 11. | جهاد عزام             | مثقف من القرية، تعلم في مدرستها الابتدائية وفي مدرسة كفر ياسيف الثانوية، وتخرج محاميا من الجامعة العبرية في القدس، وفتح مكتب محاماة، وكان نشيطا في شؤون القرية والطائفة والمجتمع. كان من مؤسسي لجنة فك دمج قرية أبو سنان مع قرية كفر ياسيف. وشارك معه كذلك في هذه اللجنة: الشيخ أبو فطين صالح الشيخ، السيخ أبو عفيف سلمان ربيعة عزام، الشيخ أبو نواف سليمان عزام، الشيخ أبو عفيف رجا مرزوق، الشيخ عفيف عزام، الشيخ أبو يوسف أحمد مشلب، الشيخ أبو ركن فؤاد مشلب والسيد علي هزيمة. |

يعيش في قرية أبو سنان الشيخ القاضي كمال خير والجنرال يوسف مشلب، أول جنرال درزي في البلاد وحاكم لواء حيفا اليوم والقاضي كمال صعب، قاضي المحكمة المركزية في حيفا وعدد من الأطباء والمحامين والمهندسين والمثقفين والجامعيين والكتاب والشعراء والوجهاء ورجال الأعمال والضباط والأشخاص النافذين.

## الإدارة
أدار شؤون القرية طوال تلك الفترة المخاتير وظلوا حتى عام 1948 إذ قرر السكان انتخاب لجنة محلية تُدير الأمور وتعالجها. وأخذت هذه اللجنة على عاتقها أمام السلطات تمثيل السكان وإدارة شؤونهم بالشكل الصحيح. وقامت اللجنة بتعبيد شوارع واهتمت بالمدرسة وأقامت مع الهستدروت عام 1957م جمعية لتزويد مياه الشرب اسمها «جمعية الحياة» استطاعت الاتفاق على إحضار مشروع المياه إلى القرية وإقامة شبكة تربط جميع البيوت وتوزع عليهم المياه. وما زالت الجمعية قائمة تعمل. وكان مؤسسوا جمعية «الحياة»:
| - د.حمد صعب - الشيخ أبو نواف سليمان عزام - الشيخ خير ملحم خير - الشيخ أبو عبد الله صالح قشقوش | - الشيخ أبو عفيف رجا مرزوق - السيد أبو حبيب نجيب بربارة - السكرتير الأستاذ عفيف عزام |

### المجلس المحلي
تأسس أول مجلس محلي عام 1964، فقام الأعضاء المنتخبون بتنفيذ عدة مشاريع هامة في القرية في كافة المجالات، ومنها إنارة القرية بالكهرباء وتأسيس كافة المرافق الحيوية في القرية من مدارس ونواد وعيادات ومكاتب وغيرها. توالى على رئاسة المجلس المحلي منذ تأسيسه حتى اليوم:
| - الشيخ عبد الله خير - الشيخ عاطف مشلب - الشيخ سلمان عزام | - السيد فارس حبيب خوري - د.حمد صعب - السيد علي هزيمة | - السيد فوزة مشلب - الشيخ نهاد مشلب - السيد علي هزيمة |

وأنتخب في منصب نائب رئيس للمجلس المحلي في الدورات المختلفة من الطائفة المسيحية:
| - السيد نديم موسى - د.يوسف مطانس | - د.نعيم موسى - السيد حبيب جهجاه |

ومن الطائفة الإسلامية:
| - السيد رفيق نصرة - السيد جمال جمعة - السيد كمال أحمد | - السيد مازن غضبان - د.أحمد سنونو - السيد حسين حسن |

ومن الطائفة الدرزية:
- السيد بديع عزام
- السيد حسين عزام
- السيد أحمد مشلب

## معالم القرية
يقع بجانب القرية مقام سيدنا زكريا ومجموعة من قبور شيوخ من عهد الدعوة في القرن الحادي عشر الميلادي وفيها خلوتان. وفيها كنيسة وجامع.
- خلوة أبو سنان الأولى: من أقدم الخلوات في البلاد، وقد تأسست مع تأسيس الدعوة، حيث كانت منطقة أبو سنان زاخرة بالدعاة والأولياء ونشطاء الدعوة الذين ما زالت قبور لهم منتشرة في المنطقة.

تم تشييد بناء الخلوة الحالية في القرية عام 1926م على أرض كانت تابعة لعائلة خير في عهد الشيوخ:
1. الشيخ أبو محمد يوسف خير
2. الشيخ سليم خير
3. الشيخ سلمان خير
4. الشيخ نسيب خير

وكان للخلوة دور كبير في المحافظة على الطائفة وفي الحياة الدينية سابقاً وحتى اليوم. وكان الشيخ أبو كمال أحمد خير سائسا للخلوة حتى تعيينه قاضياً في محكمة الإستئناف الدرزية عام 1963م فتسلم مكانه الشيخ أبو نسيب كامل خير وعند وفاته عام 2007 عُيّن الشيخ نادر خير سائسا، وهو أصغر سائس في البلاد.
- خلوة أبو سنان الثانية على اسم الشيخ أمين طريف: تأسست عام 1997 ويديرها منذ تأسيسها حتى اليوم السائس الشيخ أبو منهال كمال علي عزام.

### مقام النبي زكريا
وهو مقام مقدس يقع في قرية أبو سنان في الجليل الغربي في إسرائيل، في الجهة الشمالية من القرية، على الطريق الموصل إلى قرية جث. يعود تاريخ المقام إلى عام 1710م بناء على نص منقوش على الحجر المعلق فوق المدخل للمقام الشريف. وقد سعى إلى بنائه شخص اسمه أحمد أبو زلطة. يحتوي المقام الأساسي على غرفة مربعة، مساحتها حوالي 25 متراً مربعاً، تقع فوق الكهف الذي كان يأوي إليه، كما يبدو، النبي زكريا. وكان أول من بنى غرفة في المقام المختار أبو مزيد سليم حمدان الشيخ وزوجته.وقام بعد ذلك أبو ساهر صلاح هزيمة بفتح الشارع وإجراء الترميمات. مساحة المقام والأرض حوله أربعة ونصف دونماً. وقد تمّ الشروع بترميم وتأسيس المقام في الثمانينات من القرن العشرين، حيث أقيمت غرفة، ثم بنيت خلوة، وتم تعبيد الطريق وإيصال الماء والكهرباء وبناء المنافع. ثم تم تطوير محيط المقام، وجرى بعد ذلك تجديد بناء الخلوة وتلبيس المبنى بالحجر. وأصبح المقام مزاراً عاماً لأبناء الطائفة الدرزية للصلاة والتبارك وإيفاء النذور. وقد أجريت كل هذه التحسينات والترميمات بواسطة محسنين شرفاء من القرية وعلى نفقتهم وشارك في أعمال الترميم المجلس المحلي في أبو سنان والمجلس الديني الدرزي بالتنسيق مع قيم المقام الشيخ أبو أدهم يوسف ملحم خير.
وقد ذكر النبي زكريا في الإنجيل والقرآن، ونشأ في بيت المقدس، وكان نجاراً قبل أن يبعث نبياً، كثير العبادة والذكر لا يفتر عن التسبيح. تزوج اليصابات ولم يرزقا بأولاد وكبرا لكنهما تبشرا بأن الله سيرزقهما مولوداً، سيكون له شأن، فرزقا ابنهما يحيى بن زكريا. لما بلغ سن النبوة نزل عليه جبريل وبشره بالنبوة والرسالة من ربه، فخرّ زكريا ساجداً شاكراً ثم خرج إلى بني إسرائيل فدعاهم إلى طاعة الله، فصدقه بعضهم وكذبه آخرون.
بلغ العمر الطويل. وجاء في كتاب «عمدة العارفين» للأشرفاني، أن النبي زكريا أتهم وطورد وقتل، وقيل إنه دفن في قرية اسمها فلسطة أو فسطة بالقرب من نابلس في فلسطين.

### ضريح الشيخ أبو فيصل
الشيخ أبو فيصل شيخ من الجليل، عاش في زمن الدعوة في قرية أبو اسنان، وكان من الأعيان ومن الدعاة المعتمدين، ومن الصالحين الذين عاشوا في القرية قديما. يوجد له قبر في الجهة الشرقية للقرية، يقوم الزائرون باضاءة القبر في الليالي المقدسة والمباركة.ويعتقد أنه كان واحدا من مشليخ المنطقة الذين بثوا دعوة التوحيد.

### المؤسسات
توجد في قرية أبو سنان كافة المرافق الأساسية المطلوبة في مجتمع عصري حديث، ففيها ست مدارس: ثلاث ابتدائية ومدرسة إعدادية ومدرسة ثانوية ومدرسة للتعليم الخاص، وفيها أكثر من 22 روضة إلزامية وغير إلزامية، وفيها مركز للصم والبكم، ومكتبة عامة غنية بالكتب والمراجع، وفيها مركز جماهيري، وقاعة رياضية، وبركة سباحة، وملاعب رياضية، ومستوصفات صحية وعيادات للأم والطفل، وعيادة طب أسنان، وحضانة أطفال مركزية، ونادٍ للمسنين وفي القرية كلية تعليمية يديرها نجيب صعب ومؤسسات مختلفة أخرى.